# Thomas Graham Jackson
Thomas Graham Jackson, 1er baronnet, né le 21 décembre 1835 à Londres et mort le 7 novembre 1924 dans la même ville, est un architecte britannique qui se distingua principalement par ses réalisations à Oxford, où son œuvre marqua durablement le paysage urbain. Parmi ses contributions majeures figurent la conception de l’Oxford Military College à Cowley, des écoles d’examen de l’université, ainsi que d’importants édifices du Hertford College, dont le célèbre Pont des Soupirs enjambant New College Lane. Il intervint également dans l’agrandissement du Brasenose College, supervisa l’aménagement des champs de tir du Trinity College et du Somerville College, et conçut l’École supérieure de garçons de la cité d’Oxford (City of Oxford High School for Boys). Enfin, il œuvra à la construction de l’Acland Nursing Home.

## Biographie
Jackson est né à Hampstead avant que sa famille ne s’établît à Sevenoaks, dans le Kent, en 1872, en compagnie de ses parents et de sa sœur, Emily Jackson. 

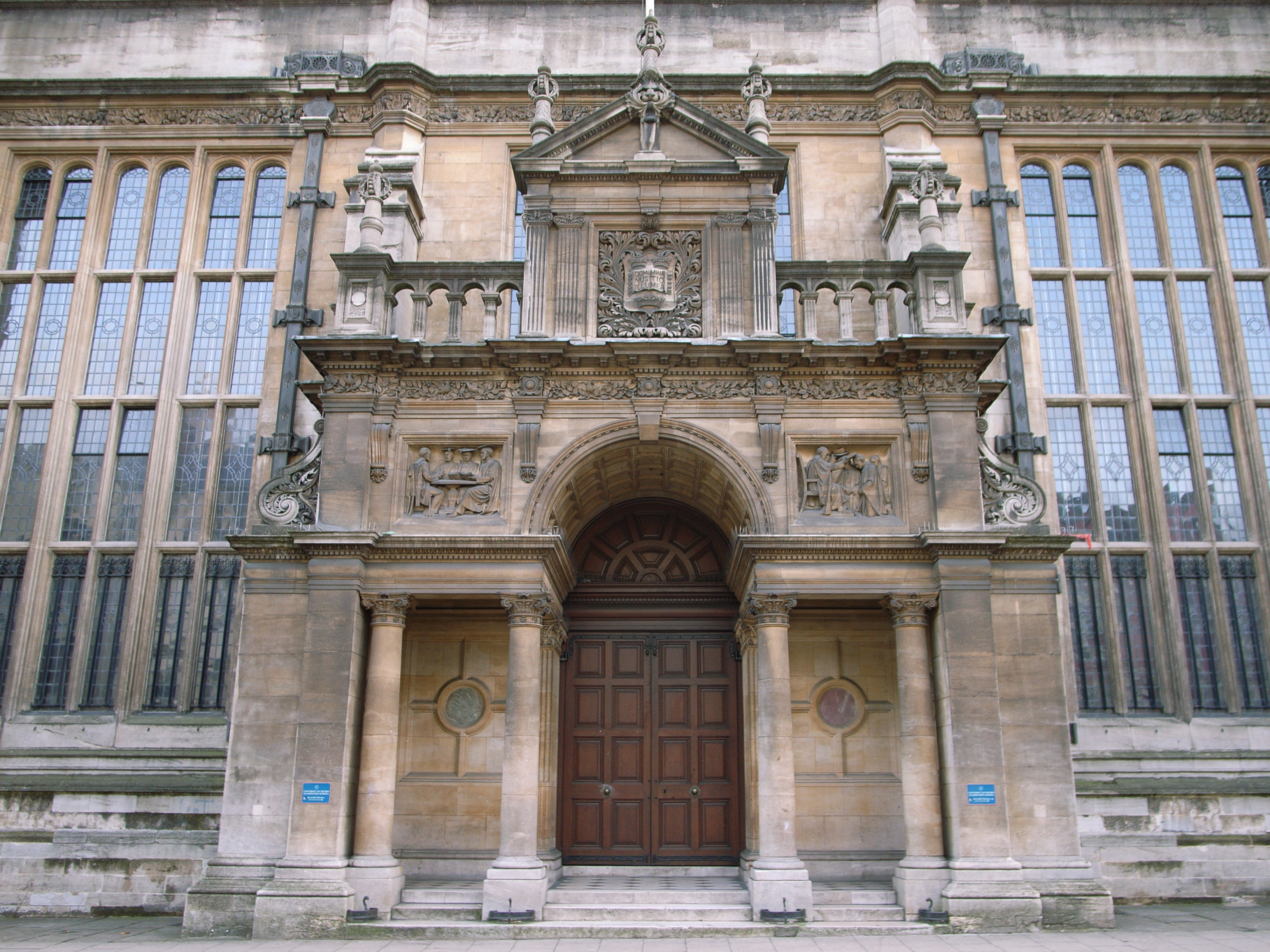
Écoles d'examen, Oxford

Une part substantielle de sa carrière fut vouée à l'architecture scolaire, et il œuvra maintes fois pour divers établissements d'enseignement, notamment Giggleswick ainsi que sa propre alma mater, le Brighton College. Jackson conçut l’ancien hôtel de ville de Tipperary, en Irlande. Il intervint également dans l’édification de nombreuses églises paroissiales et dessina les plans de la chapelle du collège de l’Université du Pays de Galles, sise à Lampeter. Sa renommée tient aussi à la conception de la chapelle – entre autres ouvrages – du Radley College.

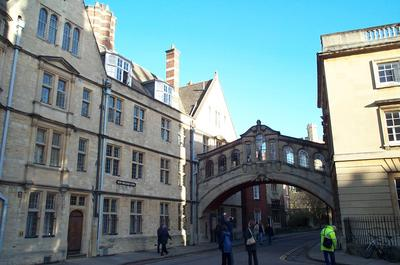
Le Pont des Soupirs à Oxford

Il effectua ses humanités au Brighton College, avant de poursuivre son cursus académique au Wadham College d’Oxford, institution dont il rédigea par la suite une monographie historique. Par la suite, il s’initia à la pratique architecturale en qualité d’élève-stagiaire sous la férule de George Gilbert Scott.
Jackson était un historien britannique renommé pour ses travaux érudits sur l’architecture médiévale et renaissante. Ses ouvrages, rigoureusement documentés et fréquemment agrémentés de croquis exécutés lors de ses pérégrinations, font autorité en la matière. Parmi ses publications majeures figure Dalmatia, the Quarnero and Istria, with Cettigne in Montenegro and the Island of Grado (1887, Clarendon Press, Oxford), un ensemble de trois volumes issus de ses voyages en Dalmatie, effectués en compagnie de son épouse. Cet ouvrage demeure aujourd’hui une référence incontournable pour l’étude de la géographie, de l’art, de l’architecture et des mœurs de cette région à la fin du XIXe siècle.
Lui-même et Norman Shaw dirigèrent la publication de l’ouvrage Architecture, A Profession or an Art paru en 1892, suscitant une réponse de William H. White sous la forme d’un essai intitulé The Architect and his Artists. Ce dernier entendait éclairer le public sur le débat relatif au statut de l’architecture, oscillant entre discipline professionnelle et expression artistique.
Ce phénomène s’inscrivait dans la suite des évènements ayant conduit à l’adoption des législations sur l’enregistrement des architectes entre 1931 et 1938. Ces lois instaurèrent un registre statutaire de la profession et imposèrent des restrictions exclusives quant à l’usage du terme vernaculaire « architecte », prohibant son emploi non autorisé sous peine de sanctions judiciaires en cas de contravention.
En 1889, Jackson fut admis au sein de l’Art Workers’ Guild, institution dont il devint maître en 1896. Deux ans après son affiliation à cette société, en 1892, il obtint le titre d’associé de la Royal Academy, avant d’en être reçu membre titulaire en 1896. Par la suite, il assuma les charges de principal académicien royal et de trésorier de l’institution. 
En 1919, Jackson publia un recueil de nouvelles fantastiques intitulé Six Ghost Stories. Ces récits, manifestement inspirés par l’œuvre de M. R. James, témoignent de l’influence de ce dernier sur l’auteur. Dans l’avant-propos de l’ouvrage, Jackson exprima d’ailleurs son estime pour les écrits de James, reconnaissant explicitement sa dette littéraire à son égard,.  
Une plaque commémorative en pierre honore la mémoire de Sir Thomas dans la chapelle du Brighton College. Une partie de cet édifice avait été élevée entre 1922 et 1923 comme monument funéraire dédié aux morts de la Première Guerre mondiale. Pour l’oratoire de cet établissement scolaire, il avait également dessiné, au cours des années 1880 et 1890, plusieurs mémoriaux. Un autre ensemble notable de tablettes murales, œuvres de Jackson, est disposé dans l’antichambre du Wadham College à Oxford.
Parmi les affidés et auxiliaires de Jackson se trouvait Evelyn Hellicar.
Le 10 février 1913, Jackson fut élevé à la dignité de baronnet, avec pour titre sir, et pour siège patrimonial Eagle House, situé à Wimbledon, dans le comté de Surrey. 

## Exemples de son travail
- Ajouts pour augmenter la capacité de All Saints, Botley en 1892 et 1895[6].
- Emily Jackson Children's Hip Hospital, Sevenoaks vers 1900, qu'il a conçu pour l'hôpital pour enfants de sa sœur Emily[1].

## Sources
- Jackson, Thomas Graham, Recollections: The life and travels of a Victorian architect, London, Unicorn Press, 2003 (ISBN 0-906290-72-4)
- Jones, Martin D.W., Gothic Enriched: Thomas Jackson's Mural Tablets in Brighton College Chapel in Church Monuments VI, 1991, 54–66 p.
- Debrett's Peerage and Baronetage, New York, 1990, 1990
- Whyte, William, Oxford Jackson: Architecture, education, status, and style, 1835–1924, Oxford, Clarendon Press, 2006 (ISBN 0-19-929658-8)